# Медведев, Александр Петрович
Александр Петрович Медведев (1905, Российская империя — 6 октября 1965, Ярославль) — народный комиссар внутренних дел Дагестанской АССР, генерал-майор (1945).

## Биография
Образование: 4-классная школа, Богдановка 1916.
На иждивении родителей, Богдановка 07.16-06.21; делопроизводитель, секретарь волисполкома, с. Машкино-Белица Дмитровского уезда Курск, губ. 06.21-06.23; делопроизводитель нарсуда, с. Пересветово-Белица Дмитровского уезда 06.23-01.24; делопроизводитель волисполкома, с. Старая Белица Дмитровского уезда 01.24-06.24; делопроизводитель вол. милиции, с. Береза Курск, губ. 06.24-12.25; секретарь волисполкома, Береза 12.25-10.27..
В РККА: ст. писарь штаба 222 стр. полка 74 стр. Таманской див., ст-ца Усть-Лабинская Кубан. окр. 10.27-10.29..
Зам. секретаря окрисполкома, Льгов 10.29-10.30..
В органах ОГПУ-НКВД-МВД: уполн. Льговского оперсектора и райотд. ГПУ, Льгов 10.30-09.31; уполн, оперуполн. ПП ОГПУ Центр.-Чернозем, обл. -УНКВД Воронеж, обл. 09.31 —23.09.37; пом. нач. 5 отд-я 4 отд. УГБ УНКВД Воронежской области. 23.09.37-06.38; зам. нач. 8 отд-я 2 отд. 3 упр. НКВД СССР 29.07.38-29.09.38; зам. нач. отд-я отд. ГТУ НКВД СССР 29.09.38-16.01.39; следователь следств. части НКВД СССР 16.01.39-28.08.39; ст. следователь следств. части НКВД СССР 28.08.39-04.09.39; ст. следователь следств. части ГЭУ НКВД СССР 04.09.39-23.11.40; нач. 10 отд-я 1 отд. ГЭУ НКВД СССР 23.11.40-26.02.41; нарком внутр. дел Даг. АССР 26.02.41 — 17.12.42. Будучи наркомом внутренних дел Дагестана, он находился в горах и непосредственно руководил операциями по ликвидации бандитов в горных районах. В ходе операций, проведённых осенью 1942, были ликвидированы бандитские контрреволюционные организации в Южном Дагестане и граничащих с Чечено-Ингушской АССР районах. Было задержано несколько групп немецких парашютистов, которые забрасывались с заданиями организовать вооружённое выступление.; нач. УНКВД Саратовской области 17.12.42-22.03.43; нач. УНКВД-УМВД Краснодарского края входил в краевую комиссию по установлению и расследованию злодеяний немецко-фашистских захватчиков 22.03.43-12.07.50; нач. упр. Волж. ИТЛ МВД, г. Щербаков (Рыбинск) 17.10.50-10.53; нач. упр. Кунеевского ИТЛ МВД, г. Ставрополь Куйбышевской области 10.53-04.02.54; Решением бюро Куйбыш. обкома от 30.01.54 объявлен строгий выговор «за непринятие мер к наведению надлежащего порядка в лагере, проявленную недисциплинированность, неинформирование обкома КПСС о чрезвычайном происшествии». Уволен 23.03.54 по служебному несоответствию..

## Звания
- младший лейтенант ГБ (02.03.1936);
- лейтенант ГБ (20.07.1938);
- старший лейтенант ГБ (14.03.1940);
- майор ГБ (01.03.1941 — произведён из старшего лейтенанта);
- комиссар ГБ (14.02.1943);
- генерал-майор (09.07.1945).

## Награды
- орден Ленина (23.05.1952)
- три ордена Красного Знамени (25.10.1943, 16.09.1945, 21.05.1947);[7]
- орден Кутузова 2-й степени (24.02.1945)[8];
- три ордена Красной Звезды (02.07.1942, 03.11.1944, 24.08.1949);
- орден «Знак Почёта» (20.09.1943);
- медали.
- знак «Заслуженный работник НКВД» 04.02.42.